# Betametazon
A betametazon (INN: betamethasone)
egy közepes erősségű glükokortikoid szteroid, amelynek gyulladáscsökkentő és immunszupresszáns hatása van. Kenőcsökben, krémekben, gélekben és oldat formában használják viszketés, pikkelysömör és ekcéma kezelésére.
A VIII. Magyar Gyógyszerkönyvben öt formában hivatalos:
| Betametazon                 | Betamethasonum                |
| Betametazon-acetát          | Betamethasoni acetas          |
| Betametazon-dipropionát     | Betamethasoni dipropionas     |
| Betametazon-nátrium-foszfát | Betamethasoni natrii phosphas |
| Betametazon-valerát         | Betamethasoni valeras         |

## Készítmények
- BETESIL   tapasz                 (IBSA)
- DAIVOBET kenőcs                (Leo)
- DIPROPHOS injekció              (Schering-Plough)
- DIPROSALIC kenőcs              (Schering-Plough)
- DIPROSALIC oldat              (Schering-Plough)
- FUCICORT krém                (Leo)
- GARASONE szem- és fülcsepp           (Schering-Plough)
- GENTASON szemkenőcs                (Wagner-Pharma)